# Rally van Griekenland 2008
De Rally van Griekenland 2008, formeel 55th BP Ultimate Acropolis Rally of Greece, was de 55e editie van de Rally van Griekenland en de zevende ronde van het wereldkampioenschap rally in 2008. Het was de 446e rally in het wereldkampioenschap rally die georganiseerd wordt door de Fédération Internationale de l'Automobile (FIA). De start en finish was in Athene.

## Programma
| Etappe | Datum           | Klassementsproeven | Competitieve afstand |
| ------ | --------------- | ------------------ | -------------------- |
| 1      | Vrijdag 30 mei  | 7                  | 110,08 kilometer     |
| 2      | Zaterdag 31 mei | 6                  | 119,12 kilometer     |
| 3      | Zondag 1 juni   | 7                  | 102,32 kilometer     |
|        |                 |                    |                      |
| Totaal | Totaal          | 20                 | 331,52 kilometer     |

## Resultaten
| Algemene top tien | Algemene top tien | Algemene top tien    | Algemene top tien                  | Algemene top tien | Algemene top tien | Algemene top tien | Algemene top tien |
| Pos.              | #                 | Rijder               | Auto                               | Gr/kl             | Tijd              | Eerste            | Punten            |
| Pos.              | #                 | Navigator            | Inschrijving                       | C                 | Straftijd         | Vorige            | Punten            |
| ----------------- | ----------------- | -------------------- | ---------------------------------- | ----------------- | ----------------- | ----------------- | ----------------- |
| 1.                | 1                 | Sébastien Loeb       | Citroën C4 WRC                     | A8                | 3:54:54,7         | 0:00              | 10                |
| 1.                | 1                 | Daniel Elena         | Citroën Total WRT                  | C                 |                   | =                 | 10                |
| 2.                | 5                 | Petter Solberg       | Subaru Impreza S14 WRC 08          | A8                | 3:56:04,2         | + 1:09,5          | 8                 |
| 2.                | 5                 | Phil Mills           | Subaru World Rally Team            | C                 |                   | + 1:09,5          | 8                 |
| 3.                | 4                 | Mikko Hirvonen       | Ford Focus RS WRC 07               | A8                | 3:56:50,8         | + 1:56,1          | 6                 |
| 3.                | 4                 | Jarmo Lehtinen       | BP Ford Abu Dhabi World Rally Team | C                 |                   | + 46,6            | 6                 |
| 4.                | 15                | Urmo Aava            | Citroën C4 WRC                     | A8                | 3:59:14,4         | + 4:19,7          | 5                 |
| 4.                | 15                | Kuldar Sikk          | World Rally Team Estonia           | A8                |                   | + 2:23,6          | 5                 |
| 5.                | 2                 | Daniel Sordo         | Citroën C4 WRC                     | A8                | 3:59:44,1         | + 4:49,4          | 4                 |
| 5.                | 2                 | Marc Martí           | Citroën Total WRT                  | C                 | 1:00              | + 29,7            | 4                 |
| 6.                | 16                | Matthew Wilson       | Ford Focus RS WRC 07               | A8                | 4:01:06,0         | + 5:08,6          | 3                 |
| 6.                | 16                | Scott Martin         | Stobart VK Ford Rally Team         | A8                | 0:20              | + 1:21,9          | 3                 |
| 7.                | 4                 | Jari-Matti Latvala   | Ford Focus RS WRC 07               | A8                | 4:01:42,2         | + 6:47,5          | 2                 |
| 7.                | 4                 | Miikka Anttila       | BP Ford Abu Dhabi World Rally Team | C                 |                   | + 36,2            | 2                 |
| 8.                | 8                 | Henning Solberg      | Ford Focus RS WRC 07               | A8                | 4:04:08,7         | + 9:14,0          | 1                 |
| 8.                | 8                 | Cato Menkerud        | Stobart VK Ford Rally Team         | C                 |                   | + 2:26,5          | 1                 |
| 9.                | 11                | Toni Gardemeister    | Suzuki SX4 WRC                     | A8                | 4:05:08,5         | + 10:13,8         |                   |
| 9.                | 11                | Tomi Tuominen        | Suzuki World Rally Team            | C                 |                   | + 59,8            |                   |
| 10.               | 18                | Conrad Rautenbach    | Citroën C4 WRC                     | A8                | 4:08:23,8         | + 13:29,1         |                   |
| 10.               | 18                | David Senior         | Conrad Rautenbach                  | A8                |                   | + 3:15,3          |                   |
| DNF top tien      |                   |                      |                                    |                   |                   |                   |                   |
| Pos.              | #                 | Rijder               | Auto                               | Gr/kl             | KP                | Reden             | Reden             |
| Pos.              | #                 | Navigator            | Inschrijving                       | C                 | KP                | Reden             | Reden             |
| DNF               | 6                 | Chris Atkinson       | Subaru Impreza S14 WRC 08          | A8                | 16                | Elektrisch        | Elektrisch        |
| DNF               | 6                 | Stéphane Prévot      | Subaru World Rally Team            | C                 | 16                | Elektrisch        | Elektrisch        |
| DNF               | 7                 | Gigi Galli           | Ford Focus RS WRC 07               | A8                | 18                | Wielophanging     | Wielophanging     |
| DNF               | 7                 | Giovanni Bernacchini | Stobart VK Ford Rally Team         | C                 | 18                | Wielophanging     | Wielophanging     |
| DNF               | 10                | Aris Vovos           | Ford Focus RS WRC 07               | A8                | 9                 | Stuurinrichting   | Stuurinrichting   |
| DNF               | 10                | "El-Em"              | Munchi's Ford WRT                  | C                 | 9                 | Stuurinrichting   | Stuurinrichting   |
| DNF               | 31                | Toshi Arai           | Subaru Impreza STi                 | N4                | 10                | Wielophanging     | Wielophanging     |
| DNF               | 31                | Glenn MacNeall       | Subaru Team Arai                   | N4                | 10                | Wielophanging     | Wielophanging     |
| DNF               | 32                | Mirco Baldacci       | Mitsubishi Lancer Evo IX           | N4                | 15                | Motor             | Motor             |
| DNF               | 32                | Giovanni Agnese      | Mirco Baldacci                     | N4                | 15                | Motor             | Motor             |
| DNF               | 36                | Eyvind Brynildsen    | Mitsubishi Lancer Evo IX           | N4                | 20                | Differentieel     | Differentieel     |
| DNF               | 36                | Maria Andersson      | Eyvind Brynildsen                  | N4                | 20                | Differentieel     | Differentieel     |
| DNF               | 37                | Spyros Pavlides      | Subaru Impreza STi                 | N4                | 5                 | Motor             | Motor             |
| DNF               | 37                | Denis Giraudet       | Autotek                            | N4                | 5                 | Motor             | Motor             |
| DNF               | 39                | Nasser Al-Attiyah    | Subaru Impreza STi                 | N4                | 10                | Remmen            | Remmen            |
| DNF               | 39                | Chris Patterson      | QMMF                               | N4                | 10                | Remmen            | Remmen            |
| DNF               | 45                | Andrej Jereb         | Subaru Impreza WRX STi             | N4                | 14                | Ongeluk           | Ongeluk           |
| DNF               | 45                | Miran Kacin          | Motoring Club                      | N4                | 14                | Ongeluk           | Ongeluk           |
| DNF               | 46                | Jari Ketomaa         | Subaru Impreza STi                 | N4                | 15                | Brandstofpomp     | Brandstofpomp     |
| DNF               | 46                | Miika Teiskonen      | Motoring Club                      | N4                | 15                | Brandstofpomp     | Brandstofpomp     |

| PWRC top drie | PWRC top drie  | PWRC top drie |
| Pos.          | Rijder         | Pnt.          |
| ------------- | -------------- | ------------- |
| 1             | Andreas Aigner | 10            |
| 2             | Bernardo Sousa | 8             |
| 3             | Armindo Araújo | 6             |

## Statistieken

#### Klassementsproeven
| Etappe | Datum  | KP | Starttijd | Naam             | Lengte   | Snelste rijder     | Tijd    | Gem. snelheid | Rallyleider        |
| ------ | ------ | -- | --------- | ---------------- | -------- | ------------------ | ------- | ------------- | ------------------ |
| 1      | 30 mei | 1  | 9:16      | Schimatari 1     | 11,57 km | Jari-Matti Latvala | 10:34,3 | 65,67 km/u    | Jari-Matti Latvala |
| 1      | 30 mei | 2  | 10:04     | Thiva 1          | 23,76 km | Sébastien Loeb     | 17:15,2 | 82,63 km/u    | Jari-Matti Latvala |
| 1      | 30 mei | 3  | 11:27     | Psatha 1         | 17,41 km | Jari-Matti Latvala | 11:28,7 | 91,01 km/u    | Jari-Matti Latvala |
| 1      | 30 mei | 4  | 14:40     | Schimatari 2     | 11,57 km | Sébastien Loeb     | 10:26,7 | 66,46 km/u    | Sébastien Loeb     |
| 1      | 30 mei | 5  | 15:28     | Thiva 2          | 23,76 km | Sébastien Loeb     | 16:53,8 | 84,37 km/u    | Sébastien Loeb     |
| 1      | 30 mei | 6  | 16:51     | Psatha 1         | 17,41 km | Sébastien Loeb     | 11:12,5 | 93,20 km/u    | Sébastien Loeb     |
| 1      | 30 mei | 7  | 18:30     | SSS Tatoi 1      | 4,60 km  | Urmo Aava          | 3:31,3  | 78,37 km/u    | Sébastien Loeb     |
|        |        |    |           |                  |          |                    |         |               | Sébastien Loeb     |
| 2      | 31 mei | 8  | 9:58      | Aghii Theodori 1 | 32,16 km | Mikko Hirvonen     | 22:42,1 | 85,00 km/u    | Sébastien Loeb     |
| 2      | 31 mei | 9  | 10:41     | Pissia 1         | 16,60 km | Gigi Galli         | 12:17,2 | 81,06 km/u    | Daniel Sordo       |
| 2      | 31 mei | 10 | 12:09     | Aghia Triada 1   | 10,80 km | Gigi Galli         | 7:46,1  | 83,42 km/u    | Daniel Sordo       |
| 2      | 31 mei | 11 | 15:10     | Aghii Theodori 2 | 32,16 km | Mikko Hirvonen     | 22:36,1 | 85,37 km/u    | Daniel Sordo       |
| 2      | 31 mei | 12 | 15:53     | Pissia 2         | 16,60 km | Urmo Aava          | 12:13,9 | 81,43 km/u    | Sébastien Loeb     |
| 2      | 31 mei | 13 | 17:21     | Aghia Triada 2   | 10,80 km | Mikko Hirvonen     | 7:45,4  | 83,54 km/u    | Sébastien Loeb     |
|        |        |    |           |                  |          |                    |         |               | Sébastien Loeb     |
| 3      | 1 juni | 14 | 6:48      | Avlonas 1        | 15,14 km | Chris Atkinson     | 9:09,6  | 99,17 km/u    | Sébastien Loeb     |
| 3      | 1 juni | 15 | 7:27      | Assopia 1        | 18,52 km | Jari-Matti Latvala | 11:39,9 | 95,26 km/u    | Sébastien Loeb     |
| 3      | 1 juni | 16 | 8:30      | Aghia Sotira 1   | 15,20 km | Gigi Galli         | 9:47,2  | 93,19 km/u    | Sébastien Loeb     |
| 3      | 1 juni | 17 | 11:12     | Avlonas 2        | 15,14 km | Gigi Galli         | 9:00,9  | 100,77 km/u   | Sébastien Loeb     |
| 3      | 1 juni | 18 | 11:51     | Assopia 2        | 18,52 km | Jari-Matti Latvala | 11:26,6 | 97,10 km/u    | Sébastien Loeb     |
| 3      | 1 juni | 19 | 12:54     | Aghia Sotira 1   | 15,20 km | Jari-Matti Latvala | 9:52,2  | 92,40 km/u    | Sébastien Loeb     |
| 3      | 1 juni | 20 | 14:30     | SSS Tatoi 2      | 4,60 km  | Daniel Sordo       | 3:33,0  | 77,75 km/u    | Sébastien Loeb     |

| KP overwinningen   | KP overwinningen |
| Rijder             | Aantal           |
| ------------------ | ---------------- |
| Jari-Matti Latvala | 5                |
| Gigi Galli         | 4                |
| Sébastien Loeb     | 4                |
| Mikko Hirvonen     | 3                |
| Urmo Aava          | 2                |
| Chris Atkinson     | 1                |
| Daniel Sordo       | 1                |

## Kampioenschap standen

#### Rijders
|   | Pos. | Rijder             | Pnt. |
| - | ---- | ------------------ | ---- |
| 1 | 1    | Sébastien Loeb     | 50   |
| 1 | 2    | Mikko Hirvonen     | 49   |
| = | 3    | Chris Atkinson     | 31   |
| = | 4    | Jari-Matti Latvala | 26   |
| = | 5    | Daniel Sordo       | 25   |

#### Constructeurs
|   | Pos. | Constructeur                       | Pnt. |
| - | ---- | ---------------------------------- | ---- |
| = | 1    | BP Ford Abu Dhabi World Rally Team | 81   |
| = | 2    | Citroën Total WRT                  | 79   |
| = | 3    | Subaru World Rally Team            | 50   |
| = | 4    | Stobart VK Ford Rally Team         | 37   |
| = | 5    | Munchi's Ford WRT                  | 16   |

- Noot: Enkel de top 5-posities worden in beide standen weergegeven.